# Admission Post-Bac
Pour les articles homonymes, voir APB.
Admission Post-Bac (APB) est un service accessible via un site web du ministère de l'Enseignement supérieur et de la Recherche entre 2009 et 2017 permettant d'affecter les lycéens de terminale le désirant à la première année des formations de l'enseignement supérieur en France.
Son successeur, Parcoursup, est lancé le 15 janvier 2018. Le nouveau site reprend la même plateforme que APB, et adopte une nouvelle charte graphique et de nouveaux paramètres, dont le nombre de vœux et les critères.

## Fonctionnement
Les candidats y entrent leurs vœux par ordre de préférence tandis que les formations y entrent le nombre de places qu'elles offrent et les conditions qui s'y attachent. La distribution des places se fait ensuite de manière automatique, à date fixe, en recherchant l'adéquation entre le meilleur vœu des candidats et le niveau demandé par les formations sélectives, ou par tirage au sort pour les formations non sélectives. L'affectation est réalisée par un algorithme qui vise à satisfaire au mieux les préférences des candidats tout en respectant les contraintes des formations et les règles de priorité. Cet algorithme inclut la méthode mathématique de Gale-Shapley résolvant le problème des mariages stables.
Un guide d'une trentaine de pages est distribué à chaque élève de terminale, contenant les informations nécessaires à l'utilisation d'APB. Le nombre de vœux est limité. Seules 24 candidatures peuvent être déposées, dont 12 au maximum par type de formation : 12 pour les classes préparatoires ; 12 pour les DUT ; 12 pour les BTS et les diplômes des métiers d'art ; 12 pour la première année universitaire, la L1 santé, les DEUST et les DU ; 12 pour les écoles d'ingénieurs ; 12 pour les autres formations (diplôme de comptabilité et de gestion, mise à niveau hôtellerie, MANAA, classes préparant aux concours sociaux et paramédicaux – 3 au maximum pour la MANAA).
Mais toutes les formations ne sont pas concernées[réf. nécessaire] ; sont exclues les écoles paramédicales et sociales, les écoles de commerce et d'ingénieurs, les classes préparatoires privées hors contrat, les écoles d'art, les instituts d'études politiques et l'Université Paris-Dauphine notamment.

## Historique
APB a été créé par Bernard Koehret en 2002 pour l'admission en classes préparatoires, puis, dans les années qui suivent, plusieurs académies ont demandé à l'utiliser. En 2009, le portail est étendu à toute la France, remplaçant notamment le système RAVEL d'Île-de-France.
À la suite d'une promesse de campagne du président de la République Emmanuel Macron, le ministère de l'Enseignement supérieur ferme APB en 2017 et le remplace par une nouvelle plate-forme appelée Parcoursup.

## Données factuelles
| Année | Nombre de connexions | Nombre de candidats | Nombre moyen de vœux | Nombre de formations référencées |
| ----- | -------------------- | ------------------- | -------------------- | -------------------------------- |
| 2009  | 11 000 000           | 680 734             | 4                    | —                                |
| 2010, | 14 000 000           | 740 841             | 5,6                  | 9 079                            |
| 2011  | 3 611 565            | 629 007             | 5                    | 9 112                            |
| 2012  | 4 200 000            | 717 543             | 5,9                  | 10 400                           |
| 2013  |                      | 710 000             |                      |                                  |
| 2014  |                      | 712 586             |                      |                                  |
| 2015  |                      | 788 000             | 6,6                  |                                  |
| 2016  |                      | 761 659             | 7,1                  |                                  |

Pour la session 2010, 741 000 jeunes se sont inscrits sur le site, dont 536 000 lycéens de terminale. Pour la session 2015, 788 000 jeunes se sont inscrits sur le site, dont 598 880 lycéens de terminale.
| Année | CPGÉ        | Écoles d'ingé. + archi. | BTS, BTSA, TS | IUT          | Licences     | Autres     |
| ----- | ----------- | ----------------------- | ------------- | ------------ | ------------ | ---------- |
| 2009  |             |                         |               |              |              |            |
| 2010  | 11 %        | 3 %                     | 36 %          | 19 %         | 28 %         | 3 %        |
| 2011  | 11 % 59 336 | 3 % 28 747              | 38 % 256 751  | 17 % 110 043 | 27 % 188 205 | 4 % 36 421 |
| 2012  | 59 374      | 35 045                  | 277 404       | 106 408      | 201 440      | 37 872     |
| 2013  |             |                         |               |              |              |            |
| 2014  | 56 673      | 22 240                  | 229 420       | 101 678      | 256 223      |            |
| 2015  | 58 155      | 22 818                  | 233 895       | 103 811      | 277 944      |            |
| 2016  | 58 064      | 23 888                  | 227 260       | 104 914      | 293 386      |            |

En 2015, quatre disciplines seulement recueillent plus de la moitié (55 %) des « premiers vœux »: droit, sport (sciences et techniques des activités physiques et sportives, Staps), psychologie, et médecine (première année commune aux études de santé, Paces).

## Critiques
Fin 2012, un rapport d'évaluation de huit inspecteurs généraux de l'Éducation nationale s'est penché sur la procédure admission post-bac[réf. souhaitée]. Il constate la rationalisation et la lisibilité qu'elle a apportées, mais aussi les défaillances et les effets pervers de celle-ci. La défaillance de l'accompagnement de certains établissements publics et le manque d'information aux parents entretiennent l'« obscurité» autour de la procédure, alors que la logique d'APB peut être anxiogène pour l'élève puisqu'il confie son destin à un algorithme. Les auteurs constatent également que le système de choix unique à l'issue de la sélection est mal interprété par les élèves. Le rapport dénonce l'effet pervers de la grande offre du site APB qui concentre les demandes sur une poignée d'établissements au prestige national, délaissant les établissements de proximité. Le constat de cette absurdité se fait notamment sur les classes préparatoires des lycées parisiens, la filière Droit et les IUT.
Le guide remis aux élèves de terminale concernant l'inscription est émaillé de nombreuses publicités pour des formations privées, qui ne dépendent pas de la procédure APB,. Néanmoins, de plus en plus de formations privées sont intégrées à la procédure admission post-bac pour faciliter les démarches des élèves. À noter que la marque « Admission Post-Bac » est détenue par le groupe de presse Agence Education et Formation (AEF), qui organise également chaque année le Salon APB IDF à Paris quelques semaines avant l'ouverture de la procédure aux élèves.
En avril 2015, l'association Droits des lycéens a demandé au ministère de l'Éducation nationale que les critères de l'algorithme du dispositif soient rendus publics. Par le biais de son avocat, l'association a envoyé une lettre au siège d'APB, à Toulouse, pour demander officiellement la publication des textes encadrant l'algorithme du logiciel. Le ministère a promis de publier ces textes avant le 31 mai 2016.
Le 28 septembre 2017, la Présidente de la CNIL « met en demeure le ministère de l’Enseignement Supérieur, de la Recherche et de l’Innovation de cesser de prendre des décisions concernant des personnes sur le seul fondement d’un algorithme et de faire preuve de plus de transparence dans son utilisation ».

## Structure du site APB

### Candidats
Du côté des candidats, le traitement de l'inscription suit quatre étapes :
- Espace inscription (identité, état-civil, coordonnées, adresse électronique, code confidentiel, représentants, critères sociaux)
- Espace scolarité (établissement et classe, scolarité actuelle, scolarité antérieure, baccalauréat, bulletins scolaires)
- Espace vœux (vœux, ordre des vœux, validations et impressions, suivi des dossiers)
- Espace Admission (proposition, vœux, message établissement, coordonnées)

Sont collectées les informations personnelles, les notes de première et de terminale (souvent transmises par l'établissement), les vœux de formation, et l'ordre des vœux. En acceptant d'utiliser APB, les établissements s'engagent à ne pas demander aux candidats l'ordre de leurs vœux.
APB permet l'acheminement des dossiers électroniques aux formations universitaires qui le demandent, le suivi des dossiers sur papier auprès des établissements à filière sélective (comme les CPGE), ainsi que l'attribution des places dans les formations (entre juin et octobre). Les candidats peuvent également solliciter auprès des universités un avis indicatif au moyen du dispositif d'« orientation active ». Depuis la session 2017, tous les dossiers sont numérisés, il n'est désormais plus possible d'envoyer des dossiers papier.

### Formations
Du côté des formations, le traitement des informations est lié à un paramétrage des :
- Informations (Description de la formation)
- Conditions d'inscription
- Recrutement (sélection, nombre de places, aménagements proposés pour les sportifs de haut niveau ou les artistes de haut niveau, entretiens ou épreuves, bulletins scolaires)
- Dossier (dématérialisation, adresse de retour, informations imprimées sur la fiche de vœu)
- Pièces (liste des pièces)
- Orientation active (type d'orientation active, prise de rendez-vous, évaluation)
- Candidatures (liste des candidatures)
- Admissions (liste des candidats retenus)
- Inscriptions

## Algorithme
Depuis l'été 2016, de nouveaux éléments ont été communiqués sur l'algorithme d'APB. Certains d'entre eux ont été vivement critiqués. L'algorithme d'APB permettrait notamment :
- aux universités de faire une présélection des candidats sur dossier ou prérequis[réf. nécessaire]
- aux formations sélectives (prépas, BTS…) de sélectionner les candidats en fonction : de leur sexe, de leur pays de naissance, de leur nationalité et de leur lycée d'origine[réf. nécessaire]

En outre, l'algorithme d'APB défavoriserait les élèves en réorientation dans les filières dites "en tension".

## Faux sites
Des sites au nom de domaine proche de celui d'Admission Post-Bac jouent de la confusion pour attirer les étudiants et parents. Certains proposent des informations payantes par téléphone ou par courriel, ou de faux forums qui renvoient vers des numéros taxés. Ce sont des portails privés et commerciaux gérés par des services d'orientation privés, tels que l'Odiep. Le site d'information www.admissionpostbac.org, ne doit pas être confondu avec l'original puisqu'il émane de la Fédération nationale de l’enseignement privé hors contrat, qui rassemble 2 100 établissements d'enseignement supérieur, qui s'était vu refuser par le ministère l'accueil de ses formations sur APB.